# Référendum de 2020 sur la réintroduction du loup gris au Colorado
Un Référendum de 2020 sur la réintroduction du loup gris a lieu le 3 novembre 2020 au Colorado. La population est amenée à se prononcer sur une proposition de loi d'initiative populaire, dite Proposition 114, visant à exiger de la commission des parcs et habitats naturels de mettre en œuvre un plan de réintroduction du Loup gris sur les terres à l'ouest de la Ligne continentale de partage des eaux d'Amérique du Nord d'ici à 2023. La proposition est inédite aux États-Unis.
La proposition est approuvée à une très faible majorité.

## Résultats
| Choix                     | Votes     | %     |
| ------------------------- | --------- | ----- |
| Pour                      | 1 590 299 | 50,91 |
| Contre                    | 1 533 313 | 49,09 |
|                           |           |       |
| Votes valides             | 3 123 612 | 94,78 |
| Votes blancs et invalides | 172 054   | 5,22  |
| Total                     | 3 295 666 | 100   |
| Abstention                | 498 124   | 13,13 |
| Inscrits/Participation    | 3 793 790 | 86,87 |